# Pyrgotella changnoni
Pyrgotella changnoni är en tvåvingeart som först beskrevs av Johnson 1900.  Pyrgotella changnoni ingår i släktet Pyrgotella och familjen Pyrgotidae. Inga underarter finns listade i Catalogue of Life.